# Hiếu Thận Thành Hoàng hậu
Hiếu Thận Thành Hoàng hậu (chữ Hán: 孝慎成皇后; tiếng Mãn: ᡥᡳᠶᠣᠣᡧᡠᠩᡤᠠ
 ᠣᠯᡥᠣᠪᠠ
 ᡧᠠᠩᡤᠠᠨ
 ᡥᡡᠸᠠᠩᡥᡝᠣ, Möllendorff: hiyoošungga olhoba šanggan hūwangheo, Abkai: hiyouxungga olhoba xanggan hvwangheu; 16 tháng 6, năm 1790 - 16 tháng 6 năm 1833), kế thất nhưng là Hoàng hậu đầu tiên của Thanh Tuyên Tông Đạo Quang Hoàng đế.

## Tiểu sử

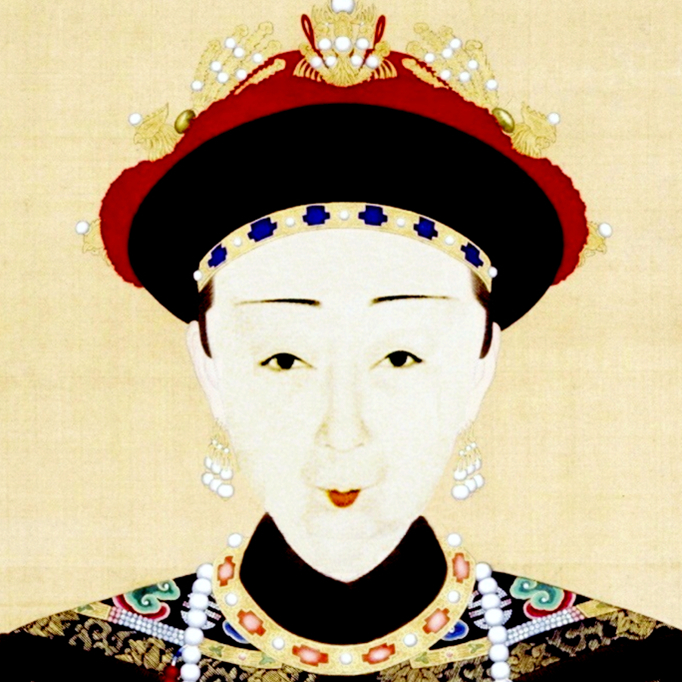
Hiếu Thận Thành Hoàng hậu Đông Giai thị

Hiếu Thận Thành Hoàng hậu sinh ngày 17 tháng 5 (âm lịch) năm Càn Long thứ 54 (1790), xuất thân từ Đông Giai thị thuộc Mãn Châu Tương Hoàng Kỳ, dòng dõi của Hiếu Khang Chương Hoàng hậu. Thủy tổ là Đông Quốc Cương (佟國綱), con thứ hai của Đông Đồ Lại (佟图赖) - là anh trai của Đông Quốc Duy (佟國維), cha của Hiếu Ý Nhân Hoàng hậu và Khác Huệ Hoàng quý phi. Dòng dõi của bà được xem là "Bát Kỳ thế gia", một trong Hán Quân bát gia lừng lẫy dù là người Mãn. Sau này, gia tộc của bà được nhập Mãn Châu Tương Hoàng kỳ.
Phụ thân của Hoàng hậu là Thư Minh A (舒明阿), là thuộc hàng đại tông chính gốc trong dòng họ, thế tập tặng tước [Tam đẳng công; 三等公], sau được truy phong thành [Nhất đẳng Thừa Ân công; 一等承恩公]. Trong nhà bà có anh lớn Dụ Thành (裕誠) kế thừa Tam đẳng công tước, sau lại nhậm Đại học sĩ; người thứ Dụ Khoan (裕宽), một người chị em gái của bà gả vào Thuần vương phủ đại tông Trấn quốc công Dịch Lương. Ngoài ra, con gái của người anh em thứ ba của bà, Dụ Tường (裕祥), về sau chính là Đoan Khác Hoàng quý phi của Thanh Văn Tông.

## Kế vị Phúc tấn
Năm Gia Khánh thứ 13 (1808), ngày 17 tháng 2, nguyên phối Phúc tấn của Hoàng nhị tử Miên Ninh là Nữu Hỗ Lộc thị qua đời không có con cái. Trước tình thế đó, Gia Khánh Đế đã lập tức tuyển chọn ngay một Kế thê khác cho Miên Ninh.
Từ đầu, Gia Khánh Đế ngầm chọn Miên Ninh làm Trữ quân, nên mới tuyển Nữu Hỗ Lộc thị vốn là con nhà cao quý, trực hệ của Khác Hi công Át Tất Long thuộc Hoằng Nghị công Nữu Hỗ Lộc thế gia. Vì vậy lần này, Gia Khánh Đế cũng muốn chọn cho Miên Ninh một Kế thê gia thế không tồi, có thể tương đương hoặc nhỉnh hơn Nữu Hỗ Lộc thị, cuối cùng Gia Khánh Đế chọn ra Đông Giai thị là con gái Tam đẳng công Thư Minh A. So về gia thế, Đông Giai thị thậm chí có phần nhỉnh hơn cả Nữu Hỗ Lộc thị vì bà là trực hệ đại tông thừa tập tước.
Năm Gia Khánh thứ 13 (1808), Đông Giai thị năm 18 tuổi, được Gia Khánh Đế tuyển làm Kế Phúc tấn cho Hoàng nhị tử. Ngày 16 tháng 11, hành sơ lễ đính hôn. Ngày 18 tháng 12, cử hành đại hôn đại lễ.
Năm Gia Khánh thứ 18 (1813), ngày 3 tháng 8, giờ Dậu, Phúc tấn Đông Giai thị hạ sinh người con gái đầu lòng cho Miên Ninh. Cùng năm tháng 9, Miên Ninh được phong làm [Trí Thân vương]. Năm Gia Khánh thứ 24 (1819), ngày 20 tháng 10, con gái của Đông Giai thị qua đời, hư linh chỉ mới 7 tuổi. Gia Khánh Đế hạ chỉ truy phong Quận chúa. Từ năm này, Đông Giai thị không hoài thai lần nào nữa.

## Đại Thanh Hoàng hậu
Năm Gia Khánh thứ 25 (1820), Trí Thân vương Miên Ninh kế vị, tức [Đạo Quang Đế].
Tháng 9 năm đó, Đạo Quang Đế truy phong con gái xấu số thành Cố Luân Đoan Mẫn Công chúa (固伦端悯公主), cho táng ở Hứa Gia Dục viên tẩm (许家峪园寝). Hoàng đế sau đó gia phong cho anh trai Hoàng hậu là Dụ Khoan làm [Nhất đẳng Thừa Ân hầu; 一等承恩侯]. Ngày 3 tháng 12 cùng năm, sau khi dâng tôn hiệu cho Hiếu Hòa Duệ Hoàng hậu làm [Cung Từ Hoàng thái hậu], Đạo Quang Đế lấy ý chỉ của Hoàng thái hậu, sách dụ Kế phi Đông Giai thị làm Hoàng hậu. Do đang ở trong tang kỳ, lễ sách lập của Đông Giai thị phải dời sang 2 năm sau. Chỉ dụ năm đó:
- [谕内阁、朕钦奉皇太后懿旨。易称应地。吉宜协乎顺承。诗美伣天。祥用开乎文定。粤若观型所系。厥惟基化之由。宜举大仪。聿昭茂典。皇帝继妃佟佳氏。柔嘉维则。孝敬无违。久孚浣濯之风。教宣躬俭。克相肃雝之化。贤著嗣徽。应正中宫。以崇内治。其立为皇后。膺厥福祥。敬旃淑慎。钦此。朕祗遵慈命。立继妃佟佳氏为皇后。所有应行典礼。该部察例具奏。]
- Dụ Nội các, Trẫm phụng Hoàng thái hậu ý chỉ. Kinh Dịch gọi Ứng địa, tức điềm lành hòa hợp cùng hiếu kính. Kinh Thi nói Kiến Thiên, ý chỉ việc thi hành văn định. Nếu như muốn làm nên phép tắc, tất phải nghĩ đến cái căn cơ của triều đình. Nên cử hành đại nghi lễ, để làm sáng mậu điển của quốc triều. Xét thấy Kế phi của Hoàng đế là Đông Giai thị, nhu gia duy tắc, hiếu kính vô vi. Có phong thái của bậc đứng đầu nội trị, lại luôn chỉ dạy sự cung kính và kiệm nhã chốn cung vi. Luôn noi theo điển súy Túc Ung chốn lan dịch, để đức hiền sáng rõ khắp lục cung. Rất xứng vị trí Trung cung, để thống lĩnh nội trị. Đáng được lập làm Hoàng hậu, để đức độ sáng rõ nội cung. Kính chiêu thục thận. Khâm thử. Trẫm tuân theo Từ mệnh, lập Kế phi Đông Giai thị làm Hoàng hậu. Các điển lễ nên tiến hành, các khanh xem xét rồi tấu lại cho Trẫm nghe.

Năm Đạo Quang thứ 2 (1822), ngày 16 tháng 11 (âm lịch), lấy Đại học sĩ Trường Linh (长龄) làm Chính sứ, Hiệp bạn Đại học sĩ Hộ bộ Thượng thư Anh Hòa (英和) làm Phó sứ, sách tuyên Kế phi Đông Giai thị thành Hoàng hậu. Chiếu cáo thiên hạ.

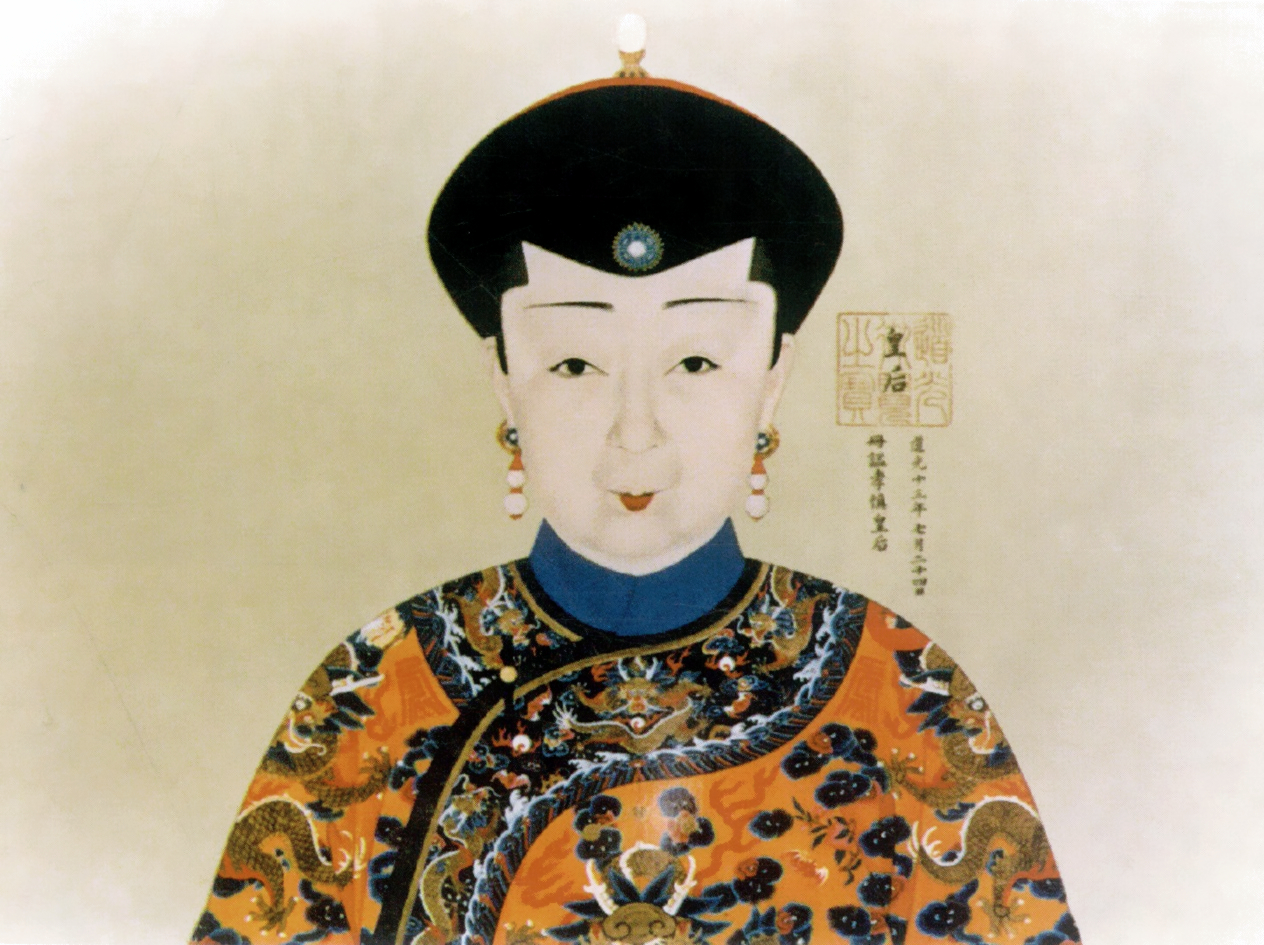
Hoàng hậu Đông Giai thị

Trong thời gian ở vị trí Hoàng hậu, Đông Giai thị chuyên trú tại Trữ Tú cung. Từ sau khi Cố Luân Đoan Mẫn Công chúa qua đời, Hoàng hậu vẫn không sinh dục thêm một Hoàng tự nào nữa. Theo [Thanh cung y án] biểu hiện thấy, Hoàng hậu Đông Giai thị thân thể vẫn không tồi, lại thường xuyên phối hợp điều dưỡng, nhưng mãi vẫn không thấy khởi sắc.

## Qua đời
Năm Đạo Quang thứ 13 (1833), ngày 29 tháng 4 (âm lịch), giờ Thân, Hoàng hậu Đông Giai thị băng thệ, chung niên 43 tuổi.
Trước đó, năm thứ 12 (1832), mùa hạ, Hoàng hậu Đông Giai thị được ghi chép là mắc chứng đàm nhiệt. Nhưng qua sang năm, bệnh tình chuyển biến nặng lên, rồi mấy ngày sau liền qua đời, trước đó Đạo Quang Đế còn hai lần mời Cung Từ Hoàng thái hậu đến thăm bệnh bà. Từ lúc phát bệnh đến khi băng thệ chỉ có mấy ngày, nên trong sử ghi chép bà bạo bệnh mà chết. Đạo Quang Đế mệnh Đôn Thân vương Miên Khải, Tổng quản Nội vụ phủ Đại thần Hi Ân (禧恩), Lễ bộ Thị lang Văn Khánh (文庆), Công bộ Thị lang Dụ Thành (裕诚) tổng xử lý tang nghi.
Tử cung của bà tạm quàn tại Đạm Hoài đường (澹懷堂), mỗi ngày Đạo Quang Đế đều đích thân tới tế rượu, rồi các lễ thành phục, tế điện, 2 tháng, trăm ngày,... đều tự mình đến linh tiền tế rượu không sai biệt. Theo nhật ký của Ông Tâm Tồn (翁心存), đến mỗi phùng tết Nguyên đán, Đạo Quang Đế thường sai Điềm tần đến sau hậu viện của Trữ Tú cung thắp hương cho Đông Giai Hoàng hậu.
Đạo Quang Đế cũng đích thân ngự viết 《Đại Hành hoàng hậu vãn thi》 (大行皇后挽诗) để tưởng nhớ bà:
| “ | Tiềm để thập tam tái, trung cung phục thập tam. Nhất triều bi thệ thủy, vĩnh quyết thống hà kham. Kỳ nại ai phong khởi, không dư lệ nhãn hàm. Huy du trần cánh yểm, kế phối hựu hư đàm. | ” |

Ngày 13 tháng 5, kim quan tạm an Kiến Đức điện (观德殿) ở Cảnh Sơn. Ngày 24 tháng 7 cùng năm, Đạo Quang Đế truy tặng thụy hiệu cho Hoàng hậu là Hiếu Thận Hoàng hậu (孝慎皇后). Lấy Túc Thân vương Kính Mẫn làm Chính sứ, Thuận Thừa Quận vương Xuân Sơn làm Phó sứ, hành sách thụy lễ. Chiếu cáo thiên hạ. Ngày 3 tháng 9, tạm đưa kim quan của Hiếu Thận Hoàng hậu đến Điền thôn.

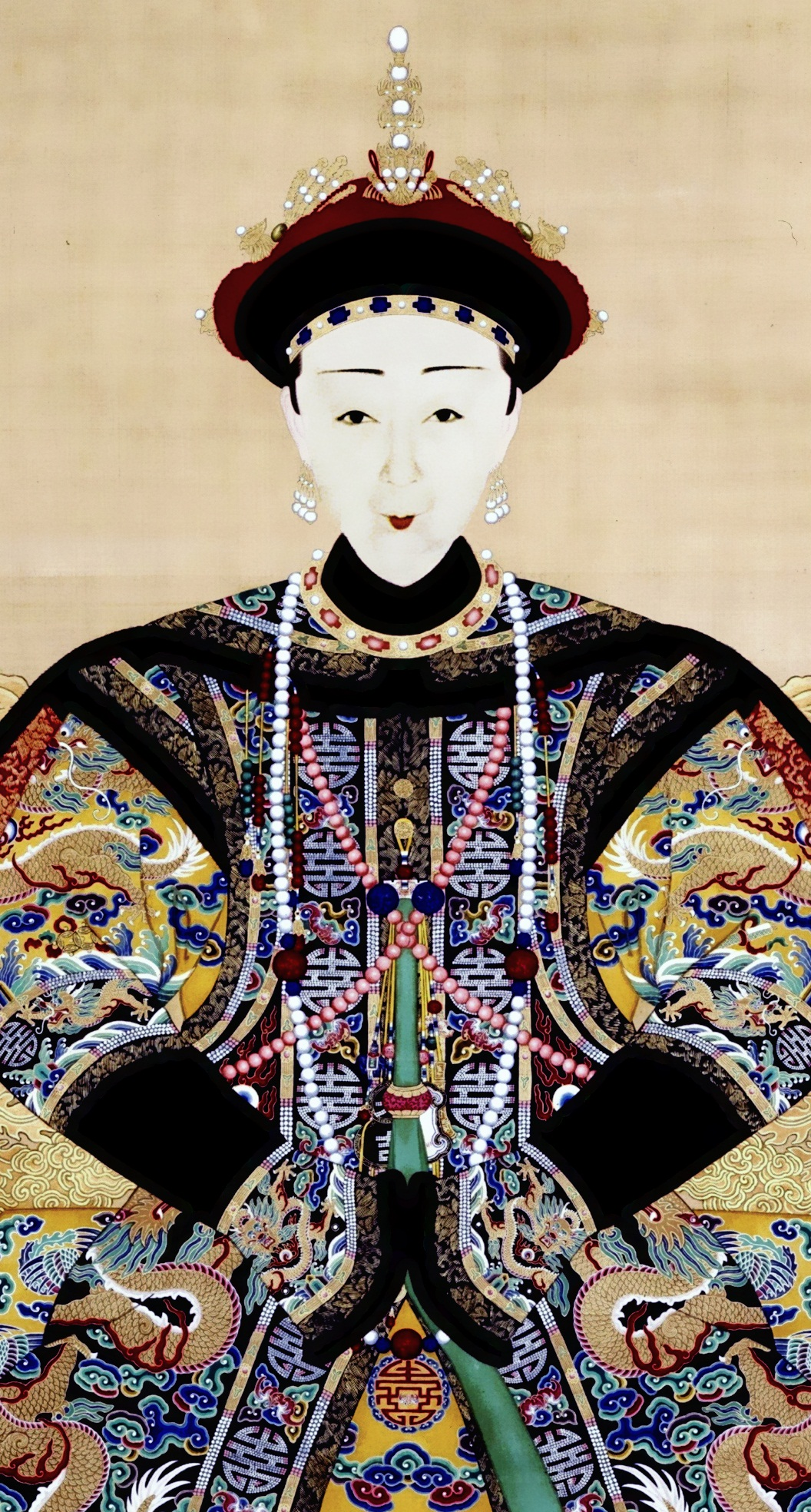
Hiếu Thận Hoàng hậu triều phục

Năm Đạo Quang thứ 15 (1835), ngày 28 tháng 8, giờ Tỵ, kim quan của Hiếu Thận Hoàng hậu phụng di Thanh Tây lăng. Ngày 11 tháng 12, giờ Mẹo, cùng với Hiếu Mục Thành Hoàng hậu Nữu Hỗ Lộc thị cùng an táng tại Mộ lăng (慕陵). Sang ngày 15 tháng 12, làm lễ thăng phụ thần vị của Hiếu Thận Hoàng hậu vào Phụng Tiên điện, Hoàng đế đích thân cử hành.
Năm Đạo Quang thứ 30 (1850), ngày 22 tháng 9, Hàm Phong Đế làm lễ dâng thêm thụy hiệu cho Hiếu Thận Hoàng hậu, toàn xưng Hiếu Thận Mẫn Túc Triết Thuận Hòa Ý Hi Thiên Di Thánh Thành Hoàng hậu (孝慎敏肅哲順和懿熙天詒聖成皇后). Năm Hàm Phong thứ 2 (1852), ngày 7 tháng 3, đưa thần vị của Hiếu Mục Thành Hoàng hậu, Hiếu Thận Thành Hoàng hậu cùng Hiếu Toàn Thành Hoàng hậu lên Thái Miếu, Phụng Tiên điện.
Qua các đời Hàm Phong, Đồng Trị và Quang Tự, thụy hiệu đầy đủ của bà là Hiếu Thận Mẫn Túc Triết Thuận Hòa Ý Thành Huệ Đôn Khác Hi Thiên Di Thánh Thành Hoàng hậu (孝慎敏肃哲顺和懿诚惠敦恪熙天诒圣成皇后).

## Hình ảnh

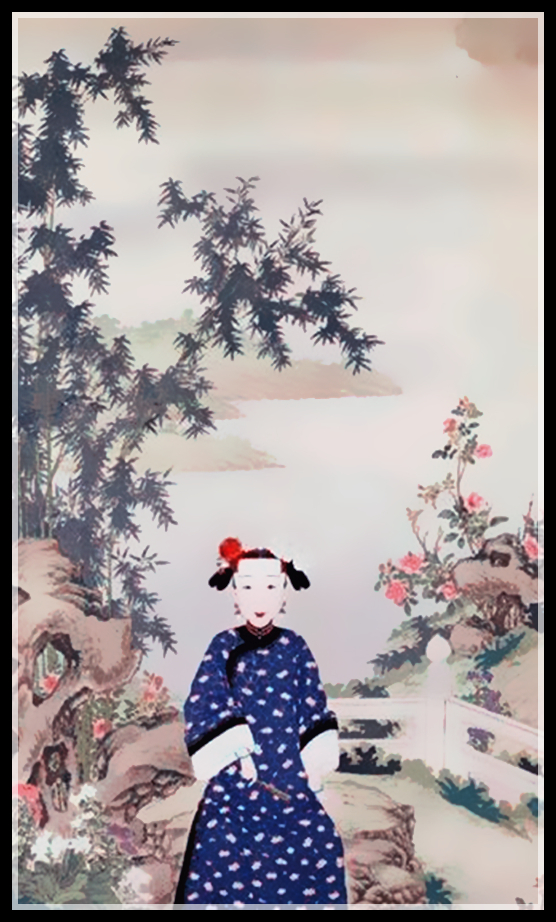
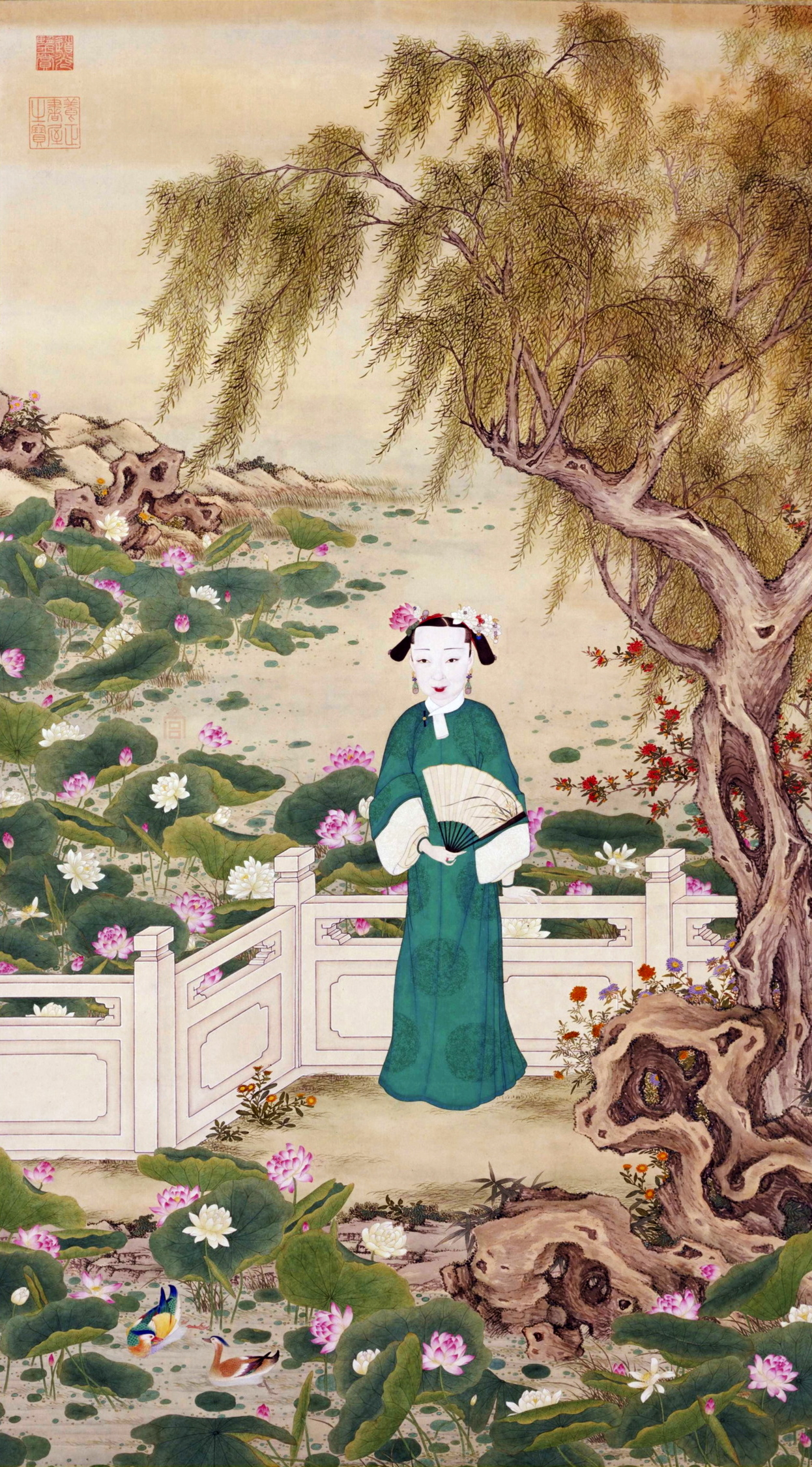

## Phim ảnh truyền hình
| Phim truyền hình                             | Diễn viên       | Nhân vật              |
| Mãn Thanh thập tam hoàng triều chi Gia Khánh | Hoàng Mạn Ngưng | Đông Giai thị         |
| Mãn Thanh thập tam hoàng triều chi Đạo Quang | Hoàng Mạn Ngưng | Thận phi              |
| Vạn Phụng Chi Vương                          | Hồ Hạnh Nhi     | Đông Giai Nguyên Uyển |